# Rafael Lesmes
Rafael Lesmes Bobed (Ceuta, 9 de novembro de 1926 − Valladolid, 8 de outubro de 2012) foi um futebolista espanhol que atuava como defesa.

## Carreira
Rafael Lesmes Bobed fez parte do elenco da Seleção Espanhola de Futebol da Copa do Mundo de 1950.
Fez parte da equipe que ganhou 5 copas dos campeões seguidas pelo Real Madrid (56,57,58,59,60)